# كرية منفلقة

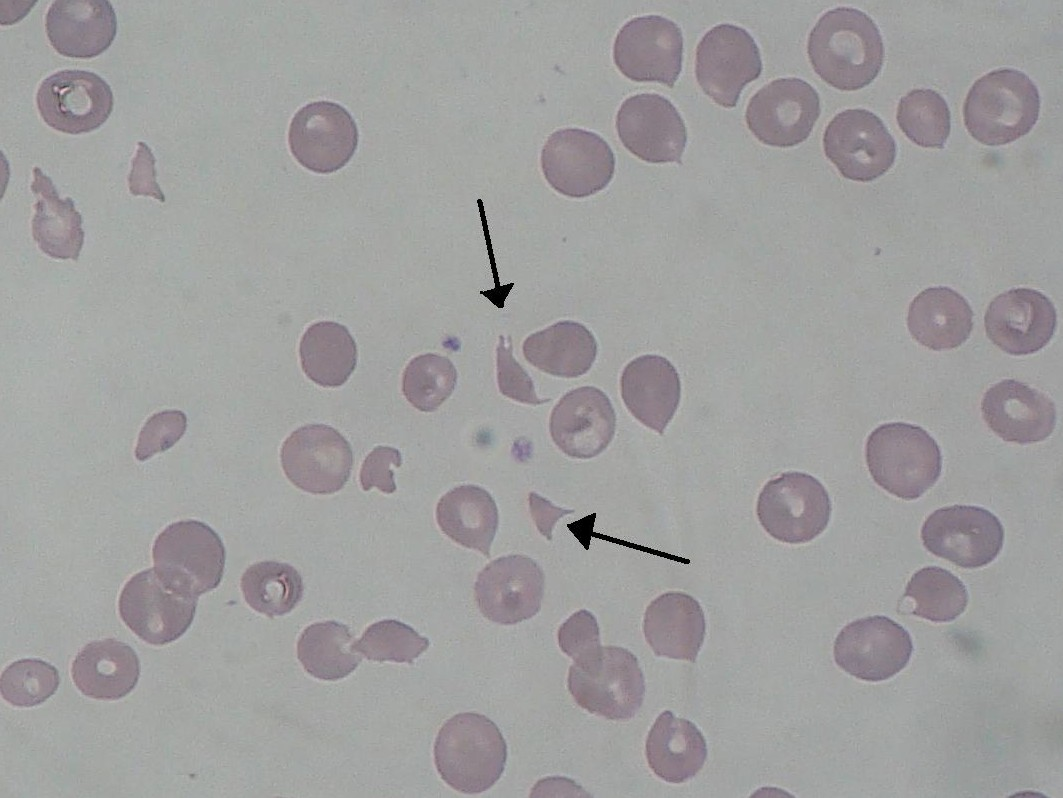
شريجة دم لشخص مصابة ب hemolytic-uremic syndrome

كرية منفلقة أو كرية تشققية أو كرية فلقية أو كريرة منفلقة أو الفصيمة كروِية تكون عبارة عن جزء من خلية دم حمراء.الفصيمة الكروية تكون غير منتظمة الشكل وغير متجانسة.الفصيمة الكروية الحقيقية لاتحتوي على شحوب في المنتتصف.
عدة امراض تصيب الاوعية الدقيقة، منها تخثر منتثر داخل الأوعية و thrombotic microangiopathies والتي تنتج الفبرين والذي يسبب تكسير خلايا الدم الحمراء عند المرور من هذه الكتلة والذي ينتج فصيلة كروية. الفصيلة الكروية تشاهد عادةً عند الأشخاص المصابيين بفقر الدم الانحلالي. وتكون أيضاً نتيجة صمام القلب الاصطناعي.
عندما تتواجد كمية كبيرة من الفصائم الكروية في الدم، هذه علامة على فَقْرُ الدَّمِ الآنْحِلالِيُّ النَّاجِمُ عَن اعْتِلالِ الشُّعَير والذي يكون أكثر سبب شائع هو ضيق في الشريان الأورطي.